# Abisara dewitzi
Abisara dewitzi är en fjärilsart som beskrevs av Aurivillius 1899. Abisara dewitzi ingår i släktet Abisara och familjen Riodinidae. Inga underarter finns listade i Catalogue of Life.